# بات ليندسي
بات ليندسي (بالإنجليزية: Pat Lindsey)‏ هو سياسي أمريكي، ولد في 17 مارس 1936 في ميريديان في الولايات المتحدة، وتوفي في 11 يناير 2009 في بوليج في الولايات المتحدة بسبب نوبة قلبية. حزبياً، نشط في الحزب الديمقراطي.